# Маньини, Филиппо
Филиппо Маньини (англ. Filippo Magnini; род. 2 февраля 1982, Пезаро, Марке) — итальянский пловец, 4-кратный чемпион мира (дважды на «длинной воде» и дважды на «короткой») и 17-кратный чемпион Европы (9 раз на «длинной воде» и 8 раз на «короткой»), многократный чемпион Италии, бронзовый призёр Олимпийских игр 2004 года. Спортивное прозвище — «Суперпиппо».

## Биография
В детстве играл в баскетбол, футбол, пляжный волейбол и теннис, но выбрал плавание в возрасте десяти лет. Член Национальной сборной Италии по плаванию с 1998 года. С 2000 года начал плавать вольным стилем, вскоре добившись высоких результатов. На Олимпийских играх 2004 года Маньини выиграл бронзовую медаль в эстафете 4×200 м вольным стилем. Кроме бронзы Филиппо на Олимпийских играх трижды занимал 4-е место в составе эстафетных сборных Италии, а также 5-е место на 100-метровке в 2004 году.
Маньини — очень быстрый спринтер, но чувствует себя наилучшим образом на дистанции 100 м вольным стилем, где он может использовать свои лучшие качества (способность постепенно прибавлять в скорости: таким образом он может сделать «рывок» на последних 25 метрах, где обычно другие пловцы начинают замедляться).
В ноябре 2018 года был дисквалифицирован на 4 года за нарушение антидопинговых правил поскольку был признан виновным в использовании или попытке использования запрещенных препаратов, а также в соучастии в допинговой схеме доктора Гвидо Порцеллини, в отношении которого ведется расследование по обвинению в поставке спортсменам запрещенных веществ.

## Награды
- Орден «За заслуги перед Итальянской Республикой» степени кавалера (29 сентября 2004)[4].